# Maresia
Maresia es un género de fanerógamas perteneciente a la familia Brassicaceae. Comprende 15 especies descritas y de estas, solo 4 aceptadas.

## Taxonomía
El género fue descrito por Auguste Nicolas Pomel y publicado en Nouv. Mater. Fl. Atl. 228. 1874

## Especies aceptadas
A continuación se brinda un listado de las especies del género Maresia aceptadas hasta septiembre de 2013, ordenadas alfabéticamente. Para cada una se indica el nombre binomial seguido del autor, abreviado según las convenciones y usos.
- Maresia meyeri Dvorak
- Maresia nana (DC.) Batt.
- Maresia pulchella (DC.) O.E. Schulz
- Maresia pygmaea (DC.) O.E. Schulz